# Michael Giesecke
Michael Giesecke (* 25. Juni 1949 in Hannover) ist ein deutscher Kommunikations- und Medientheoretiker. Er lehrte von 1999 bis 2010 als Professor an der Universität Erfurt.

## Leben
Er studierte zwischen 1970 und 1976 Germanistik, Politik und Soziologie an der Technischen Universität Hannover und der Freien Universität Berlin.
Nach Studienabschluss führte er von 1976 bis 1979 unter Leitung von Reinhart Koselleck Studien zur Sprach- und Kulturgeschichte der frühen Neuzeit am Zentrum für interdisziplinäre Forschung der Universität Bielefeld sowie als Stipendiat der Herzog August Bibliothek in Wolfenbüttel durch. Es folgte eine Tätigkeit als Wissenschaftlicher Mitarbeiter am Fachbereich Sozialwesen der Gesamthochschule Kassel, wo er zu Einzel- und Gruppentherapien sowie zu Supervisions- und Balint-Gruppen forschte.
1981 ging er als Mitarbeiter an die Fakultät für Linguistik und Literaturwissenschaft im Fach Linguistik an die Universität Bielefeld, wo er zur Methodologie kommunikativer Sozialforschung mit der Dissertation Die Untersuchung institutioneller Kommunikation promoviert wurde und anschließend als Hochschuldozent lehrte.
1989 habilitierte sich Giesecke in Sprach- und Kommunikationswissenschaft über den medien- und kommunikationsgeschichtlichen Umbruch in Europa im 15. und 16. Jahrhundert; aus der Habilitationsschrift entstand die Monografie Der Buchdruck in der frühen Neuzeit. 1993 folgte er einem Ruf an die Universität Hannover, wo er eine Professur für Kommunikationslehre am Institut für Gartenbauökonomie innehatte. 1996 erhielt Giesecke den Wissenschaftspreis der Aby-Warburg-Stiftung.
Von 1999 bis 2010 forschte und lehrte er am Lehrstuhl für Vergleichende Literaturwissenschaften mit den Schwerpunkten Kultur- und Medientheorie sowie Mediengeschichte an der Philosophischen Fakultät der Universität Erfurt. 2010 ging er in den Ruhestand.

## Schriften
- 2007: Die Entdeckung der kommunikativen Welt. Studien zur kulturvergleichenden Mediengeschichte. 534 Seiten. Frankfurt am Main: Suhrkamp. ISBN 3-518-29388-5
- 2002: Von den Mythen der Buchkultur zu den Visionen der Informationsgesellschaft. 456 Seiten. Frankfurt am Main: Suhrkamp. ISBN 3-518-29143-2
- 1998: Sinnenwandel, Sprachwandel, Kulturwandel. 374 Seiten. Frankfurt am Main: Suhrkamp. ISBN 3-518-28597-1
- 1998: Der Buchdruck in der frühen Neuzeit. Eine historische Fallstudie über die Durchsetzung neuer Informations- und Kommunikationstechnologien (stw; 1357). 957 Seiten. Frankfurt am Main. ISBN 3-518-28957-8 (Taschenbuchausgabe)
- 1997: Supervision als Medium kommunikativer Sozialforschung. 882 Seiten. Frankfurt am Main: Suhrkamp. ISBN 3-518-28705-2 (mit Kornelia Rappe-Giesecke)
- 1992: Sinnenwandel, Sprachwandel, Kulturwandel: Studien zur Vorgeschichte der Informationsgesellschaft. Frankfurt am Main: Suhrkamp ISBN 3-518-28597-1
- 1991: Der Buchdruck in der frühen Neuzeit. Eine historische Fallstudie über die Durchsetzung neuer Informations- und Kommunikationstechnologien. Frankfurt am Main: Suhrkamp (gebundene Ausgabe)
- 1983: Kommunikation in Balintgruppen. Ergebnisse interdisziplinärer Forschung. München: Urban & Fischer. ISBN 3-437-10825-5 (mit Kornelia Rappe-Giesecke)